# Le Portrait spirituel
Le Portrait spirituel, známý také pod názvem Le Portrait spirite, je francouzský němý film z roku 1903. Režisérem je Georges Méliès (1861–1938). Film trvá zhruba dvě minuty.
Film je do jisté míry remakem snímku Le Livre magique (1900).

## Děj
Kouzelník přemění ženu na portrét, aby ji vzápětí přivedl zpět k životu.